# Fuirena moritziana
Fuirena moritziana är en halvgräsart som beskrevs av Johann Otto Boeckeler. Fuirena moritziana ingår i släktet Fuirena och familjen halvgräs.
Artens utbredningsområde är Venezuela. Inga underarter finns listade i Catalogue of Life.